# Mio Backhaus
Mio Backhaus (født 16. april 2004 i Mönchengladbach, Tyskland) er en tysk-japansk fodboldmålmand. Han er målmand i Werder Bremen og tilhører Tysklands ungdomslandshold.

## Liv og karriere som fodboldmålmand

### Klubkarriere
Mio Backhaus blev født i Mönchengladbach i delstaten Nordrhein-Westfalen som søn af en japansk mor og en tysk far, men flyttede med sine forældre til Japan. Der startede han sin karriere hos Kawasaki Frontale, hvor han først var venstre angriber, før han blev målmand. Senere vendte Backhaus tilbage til Tyskland og boede hos sine bedsteforældre i Baesweiler i nærheden af Aachen, hvor han spillede på Alemannia Aachens ungdomshold. Et år senere kom han til Werder Bremens ungdomsakademi.
I juli 2023 blev Mio Backhaus udlejet til den hollandske Eredivisie-klub FC Volendam. Han var førstemålmand i Volendam, men kunne ikke forhindre, at hans klub rykkede ned i Keuken Kampioen Divisie (den næstbedste række).

### Karriere på landsholdet
Mio Backhaus har repræsenteret Tyskland som målmand på U15-, U16-, U18-, U19- og U20-niveau. På grund af sin mors oprindelse, og fordi han boede i Japan, var han berettiget til at spille for det japanske landshold.

## Weblinks
- Mio Backhaus profil på transfermarkt.de (tysk)
- Mio Backhaus profil på tysk fodboldforbund (tysk)